# Dagenham Heathway
Dagenham Heathway è una stazione della linea District della metropolitana di Londra.

## Storia
La stazione fu aperta nel 1932, costruita ed inizialmente gestita dalla London, Midland and Scottish Railway con i servizi forniti dalla linea District sin dall'inizio. La stazione fu chiamata Heathway quando fu aperta per la prima volta, cambiando il nome attuale nel 1949.

## Strutture e impianti
È stata costruita con progetto similare alle stazioni di Upney e Elm Park con una piattaforma centrale. L'originaria stazione degli anni 1930 è stata ristrutturata nel 2005-2006.
Si trova nella Travelcard Zone 5.